# Niklas Lindbäck
Niklas Lindbäck, född den 2 mars 1974 i Malmö kommun, är en svensk ryttare som tävlar i fälttävlan. Han tävlar för Össjö hästsällskap i Munka-Ljungby. Niklas har representerat Sverige i OS, VM och EM. Niklas farfar Sune Lindbäck deltog i fälttävlan under Olympiska sommarspelen 1960 i Rom.

## Hästar
- Mister Pooh (valack född 2000), Brunt Svenskt varmblod e:Majim G u. Trollop xx ue. Tammerfors xx[2]
- Cendrillon (sto född 2003), Brunt Svenskt varmblod e:Milan u. Running Can xx ue. Ragtime Band xx[3]